# Дубовик Олександр Михайлович
Дубовик Олександр Михайлович (нар. 1 серпня 1931, Київ) — український живописець, графік і монументаліст, представник "неофіційного" мистецтва радянського часу, відомого сьогодні, як мистецтво українських шістдесятників. Член Національної спілки художників України (1958), Почесний член Національної академії мистецтв України (2009).
Станкові твори Олександра Дубовика демонструвалися на численних персональних виставках в Україні, а також знаходяться в музеях та приватних колекціях багатьох країн світу. Він брав участь у 60 групових проєктах в Україні, росії, Польщі, Словаччині, Великій Британії, Франції, Фінляндії, Німеччині, Австрії. З 2019 року дослідженням та збереженням творчості художника займається Stedley Art Foundation.
На честь створеного Олександром Дубовиком у 1960-х роках нового знаку — букету, у Києві щорічно відбувається фестиваль високого мистецтва "Bouquet Kyiv Stage".

## Біографія
Олександр Дубовик народився 1 серпня у Києві. Батько, Михайло Дубовик — відомий український поет, член літературного об’єднання «Плуг», мати — викладачка педагогічного інституту. Олександрові ім'я дав батько, назвавши його на честь свого товариша Олександра Довженка, який також входив до літоб'єднання "Плуг". Коли Олександрові Дубовику було 10 років, у 1941 році його батько отримує звинувачення у контрреволюційній діяльності. Його заарештовують і засуджують до розстрілу. Страта відбулася того ж року, про що не було повідомлено родину. Михайло Дубовик буде посмертно реабілітований у 1955 році. Також мав брата Сергія Дубовика.
Олександр Дубовик у роки Другої світової війни разом з матір'ю був евакуйований до Челябінська, де вивчив російську мову, адже до цього розмовляв лише українською, вчився в українському дитячому садочку та школі.
У 1948-1950 рр. навчався у Київській середній художній школі ім. Т. Г. Шевченка у Геннадія Титова. У 1951-1957 навчався у Київському художньому інституті (сьогодні Національна академія образотворчого мистецтва та архітектури). Після закінчення, з 1962 до 1965 року продовжив навчання в аспірантурі творчих майстерень Академії мистецтв СРСР у Києві під керівництвом Сергія Григор'єва.
У період з 1959 по 1962 викладав живопис і рисунок у Київському училищі прикладного мистецтва. А з 1968 на два роки стає художником-оформлювачем журналу «Образотворче мистецтво». У 1958 році стає членом Національної спілки художників України, у Київській організації представляє секцію монументально-декоративного мистецтва. В цей час художник активно включається в громадську роботу в молодіжній секції Спілки художників. В період "відлиги" на неї покладали багато надій, пов'язаних зі свободою творчості, лібералізацією культури і послабленням офіційних установок на соцреалізм.
У 1987 році керівник творчого об’єднання «Погляд». Бере участь у виставці творчого об’єднання художників-монументалістів «Погляд» у стінах Київського політехнічного інституту.
Одружений з Іриною Дубовик (1945 р.н.), живе і працює у Києві. Майстерня художника знаходиться в Оболонському районі Києва.

## Творчість

### Живопис та графіка
Олександр Дубовик отримав художню освіту у Київському художньому інституті (нині НАОМА). Його викладачами були С. Григор'єв, Г. Титов та М. Хмелько, які працювали в реалістичному методі і передали своїм учням хороші знання ремесла. Тому ранні твори О. Дубовика виконані в традиційному для того часу академічному ключі, тяжіють до стилістики суворого стилю, в якій працювала більшість радянських живописців другої половини ХХ століття. Фахові настанови викладачів він реалізував у дипломній роботі «Юліус Фучик», яка невдовзі експонується на виставці в рамках VI Всесвітнього фестивалю молоді і студентів у Москві. Робота відповідала всім академічним вимогам, але водночас художник вирішував в ній суто формальні завдання.
Поступово образи на полотнах О. Дубовика стають все більш узагальненими. Від картини до картини художник позбувається вальорів, надто конкретної індивідуалізації характерів, фактурності. Це стає надлишковим в творчому методі художника.
| | В А. Дубовике жило стремление найти самые общие доминанты состояния мира и духа, структуру глубинных мотивов современной человеческой психологии и показать это не на назидательных примерах, а в виде наиболее общих художественных образов-понятий. |
| — Фогель З. В., Александр Дубовик. Живопись, графика, монументально-декоративное искусство. Київ, 1988 | |

Сенс творчості Дубовика з самого початку сповнений думками про простір, це те, що стане константою у всіх його творах до сьогодні. Він повністю конструює простір картини. Дослідник авангарду та автор численних статей про творчість Олександра Дубовика Жан-Клод Маркаде зазначає, що у період з кінця 1950-х по 1960-ті роки, навіть якщо і ще відчутно коливання у виборі точки опори, художник уже демонструє сильну особистість, що проглядається на полотні, вже дуже логічно побудованому, такому як «Фізики-ядерники» (1963) або «Операція» (1965), «Вернігероде» (1968 та 1970), інші полотна поєднують гнучкість ліній, геометричні плани та примітивістську декоративну легкість. Це «Портрет брата», «Світанок» (1962), «Лялька» (1965), «Амстердам» (1970); це також характерно для північних пейзажів, які розкривають колористичний мінімалізм у картинах: «Ладозьке озеро» (1953), «Карелія» (1958), «Пейзаж» (1968), а також пов'язує такі роботи, як «Ойкумена» (1963), «Далекі острови (1969), «Ладозьке озеро» (1967), «Спокій» (1970), де простежується космічність представлених форм. Ці елементи примітивістського декоративізму особливо присутні в «Портреті М. Журавля» (1966), «Маленька дівчинка з обручем» (1967) або в «Портреті Ірини» (1969).
Кінець 1960-х став часом набуття сили творчого духу та поступового переосмислення здобутого в художньому інституті досвіду. Дубовик відкриває ідеї Матюшина, сподвижника Малевича, який у 1920-х роках переосмислив значення кольору, висунув ідею зчіпляючого кольору. Водночас новому осмисленню піддається форма, поняття про модуль, порядок на полотні та поступово розвивається нова художня система художника – сугестивний реалізм. Сугестія – за Дубовиком – це ущільнена, суперечлива та багатозначна дійсність. Важливим моментом залишається те, що Дубовик називає новий напрямок реалізмом, хоча багато хто розглядає його роботу як чисту абстракцію. У 1966 році пише полотно під назвою "Букет", яке стало знаковим для всієї творчості Олександра Дубовика. Саме цим полотном означено початок нового творчого етапу художника, появу нового знаку та зміну творчої парадигми автора. Автор розробив індивідуальну образно-пластичну мову, де в одне ціле з'єдналися пошуки Дубовика, його погляд на кубізм, абстракцію, іконопис і авангард.
Для Олександра важливо донести, що треба не грати формою та кольором, а додати до так званої абстракції ще й понятійний рівень. Створити на площині картини нову міфологію, яка б збагачувала і виправдовувала колірну вакханалію. Одночасно найвдалішою формаю для цього стає квадрат. З кінця 1960 фактично всі станкові твори художника віконані на квадратних форматах.
Художник почав писати власні правила, не став кон'юктурником як ті, що працювали в Спілці художників, знайшов у собі сили протистояти системі. Тоді ж відбувається закінчення «відлиги», змінюється система влади, ставлення до мистецтва. Починається епоха "застою". Після цього на двадцять років практично до кінця 1980-х картини Олександра Дубовика зникають з виставкових залів.
Створена Дубовиком система знаків стала значним досягненням художника, його відкриттям. Кожен символ у Дубовика має унікальне значення: букет — поняття іншої реальності, виходу в інший світ, тріумфатор — переможець над реальністю, кінь — символ вільного духу. Також він відкрив для глядача нове поняття палімпсесту — нашарування різних реальностей та горизонтів, які ми знаходимо у його картинах. Цьому поняттю художник присвятив трактат, де докладно описує свої ідеї, підкріплюючи їх цитатами філософів та теоретиків мистецтва різних часів.
Наприкінці 1970-х художник зі старої майстерні на території комплексу Києво-Печерської лаври переїжджає до нової майстерні на Оболоні (Київ). Опинившись у її порожніх чистих стінах, він вирішує знищити частину привезених з собою робіт. З багаття, розведеного у дворі, їх рятує дружина художника, Ірина Дубовик. В 1970-1980 роки активно працює в монументально-декоративному цеху Спілки художників.
У 1984 році у київському Будинку архітектора проходить перша персональна виставка художника, на якій було представлено деякі твори із серії Олександра Дубовика "Знаки".
Рубіж 1980-х-1990-х виділяється у творчості художника продовженням теми букета, розвитком раніше намічених знаків як в візуальному так і в смисловому напрямках, а також створення нових великих серій, виконаних гуашшю на папері. Ці серії створювалися в період перебудови, коли творчість Дубовика нарешті вирвалася в простір. Геополітичні метаморфози, відбилися і на житті художника. Наприкінці 1980-х Радянський Союз після десятиліть «застою» перейшов у новий етап, що створило сприятливу атмосферу для розвитку творчості, а головне можливості представляти свої роботи на виставках. У 1988 р. проходить персональна виставка у Спілці художників УРСР у Києві, а роком пізніше у Москві та у галереї Вайнера в Мюнхені (Німеччина).
З 1989 року Олександр Дубовик починає активно подорожувати та виставляти роботи за кордоном: Франція, Німеччина, США стають країнами, де творчість та ідеї цього шістдесятника приймають із незвичайним захопленням. Олександр Дубовик став першим українським художником, який отримав грант на подорож до США.
В останні роки Олександр Дубовик активно працює над своїми маніфестами та продовжує створювати масштабні живописні твори та графічні серії. Активно займається виданням книг. Зокрема серія книг "Слова", яка вже налічує 4 тома презентує твори Дубовика різного періоду поруч з його вибраними висловленнями, цитатами філософів, пісьменників, художників, а також в них він публікує частини свого унікального словника  "ПСИХ" (рос.: полный словарь интеллигентного художника"; укр.: повний словник інтелігентного художника).

### Монументальні твори
В той час, коли станкова творчість Олександра стала табу для виставкових залів він шукав інші шляхи заробітку та реалізації власних ідей. Тому влаштувався на роботу художником-оформлювачем у журналі "Образотвоче мистецтво", а з 1970 отримує замовлення від монументально-декоративного цеху СХУ.
Мистецтво шістдесятників було безкомпромісним, сміливим та самобутнім явищем. Будучи в опозиції до влади та нав'язаного нею художнього методу, не маючи можливості експериментувати з формою та кольором у своїх станкових роботах, їм вдалося знайти шпаринку в монументальному мистецтві. Нерідко під виглядом декоративних прийомів у мозаїках, розписах і вітражах втілювалися новаторські пластичні рішення, заборонені в офіційному живописі.
Олександр створив чимало монументально-декоративних робіт в Україні та за її межами: вітражі «Вітер блукань» і «Карнавал» для санаторію «Восход» у Феодосії (1983, 1988), вітраж «Свято» для будівлі Торговельно-промислової палати в Києві (1986), мозаїка «Світ техніки» на фасаді Будинку юного техніка в Києві (1980), мозаїка «Тріумф знання» для київського заводу «Кристал» (1984), мозаїка «У світі казок» для дитячого садку у смт Хелюля Карельської АРСР (1985), мозаїка «Взаємодія» для Львівського фізико-математичного інституту (1986) та ін.
Найзначніші свої монументальні твори Олександр Дубовик створив у середині 1990-х: вітраж Новоапостольської церкви у Києві та розписи капели Нотр Дам дез Анж у французькому місті Берр-Лез-Альп неподалік Ніцци.
Важливим етапом для Олександра Дубовика стала робота над розписами капели на Півдні Франції. Це каплиця XVI століття, яку 1996 року реставрували, а для оформлення інтер'єру запросили Олександра Дубовика. Це стало можливим завдяки ініціативі директора Франко-російського дому Алена Гера та його брата, відомого професора славістики та колекціонера Рене Гера.

### Альбоми та книги
В умовах тоталітарного режиму в Радянському Союзі та неможливості протягом двадцяти років представляти станкові твори на виставках Олександр Дубовик почав фіксувати свої художні ідеї у блокнотах. Так у його творчості з'явився блок унікальних альбомів, у яких збережено понад сорок років творчого життя художника. Вони стали тим умовним виставковим залом, де Олександр Дубовик міг без обмежень експериментувати, писати та малювати найсміливіші проекти.
|                                                                                 | ... это великолепная современная миниатюра, которая свидетельствует о радостном изобретении художника, постановке его мыслей, его художественных интересов, его лейтмотивах, с использованием коллажа из газетных или книжных вырезок, граффити. |
| — Жан-Клод Маркаде, Alexander Dubovik. The Signs. Kyiv: Osnovy Publishing, 2021 | |

Перший альбом художник розпочав у середині 1960-х. У ньому можна знайти ескізні замальовки, пошуки рішення композицій до деяких полотен. Усі зображення виконані переважно олівцем. На сторінках наступних альбомів з'являються короткі записи на полях. Вочевидь, створюючи їх, автор не сприймав альбоми як чернові ескізи, а почав створювати у кожному унікальний твір. Тому з часом вони набувають автономності як арт-об'єкти, а зображення та текст у них співіснують на рівних.
Щороку, починаючи з 2019, Stedley Art Foundation видає факсиміле одного з альбомів. Номер опублікованого альбому обирає автор. Вже опубліковано №25 та 26. Факсиміле 25 альбому було презентовано у Національному художньому музеї України, а оригінал передано до фондів на зберінгання.

### Твори в колекціях
Роботи художника зберігаються в Національному художньому музеї України, Хмельницькому та Запорізькому художніх музеях, Державній Третьяковській галереї (Москва, РФ), Російському музеї (Санкт-Петербург, РФ), Музеї Вюрт (Ерштейн, Німеччина), Музеї сучасного мистецтва (Тегеран, Іран), Українському національному музеї (Чикаго, США), Zimmerly Art Museum (Нью-Джерзі, США) та багатьох приватних збірках в Україні та закордоном. Роботи Олександра Дубовика також входили в колекцію Градобанку, яка стала частиною фонду НХМУ.

### Виставки
Олександр Дубовик — учасник республіканських, всесоюзних та міжнародних художніх виставок з 1957 року.
Вибрані виставки:
2021 Олександр Дубовик. Знаки. ЄрміловЦентр, Харків
2021 Відгомін часу. Хмельницький обласний художній музей, Хмельницький
2019 Музей сучасного мистецтва Корсаків, Луцьк
2019 Персональна виставка у Хлібні, Національний заповідник "Софія Київська", Київ
2017 Календар осяянь. "Білий простір" Stedley Art Foundation, Київ
2017 Персональна виставка, НСХУ, Київ
2016 Лабіринт значень. "Білий простір" Stedley Art Foundation, Київ
2016 Ювілейна виставка. Національний музейний комплекс "Мистецький арсенал", Київ
2015 Персональна виставка, Український культурний центр, Париж, Франція
2014 Дев'ять гуашей. "Білий простір" Stedley Art Foundation, Київ
2014 Діалог. Національний музей ім. Тараса Шевченка, Київ
2013 Спогади про майбутнє. Національний музейний комплекс "Мистецький арсенал", Київ
2012 Art Kyiv Contemporary VII. Національний музейний комплекс "Мистецький арсенал", Київ
2012 Arsenalle 2012. Національний музейний комплекс "Мистецький арсенал", Київ
2012 Український інститут, Нью-Йорк, США
2012 Галерея "Арт Фвеню", Клівленд, США
2011 Національний художній музей України, Київ
2011 Ратуша міста Майнц, Німеччина
2011 НЕЗАЛЕЖНІndependant. Київ
2009 Національний музей "Київська картинна галерея", Київ
2009 Український музей сучасного мистецтва, Чікаго, США
2008 Галерея "Стара Ратуша", Потсдам, Німеччина
2007 Галерея "Арт Депо", Магдебург, Німеччина
2006 Український культурний центр, Париж, Франція
2005 Гербарій Марко Поло. Галерея "Совіарт", Київ
2005 Президентська галерея, Варшава, Польща
2004 Вино трансцендентності, Український національний музей, Чікаго, США
2003 Галерея "Філліпс", Флорида, США
2002 Національний художній музей України, Київ
2002 Секретний архів, галерея "Совіарт", Київ
1999 Галерея "Teheran Art", Тегеран, Іран
1999 Еспас Карден, Париж, Франція
1999 Національний художній музей України, Київ
1998 Галерея "Філліпс", Флорида, США
1998 Музей "Біблійний центр", Далас, США
1996 Французький культурний центр в Україні, Київ
1996 Український Інститут сучасного мистецтва, Чікаго, США
1996 Галерея Alla Rogers, Вашингтон, США
1995 Франко-російський будинок Бер-лез-Альп, Ніцци, Франція
1994 Муніципальний центр "Ла Базар", Сент-Етьєн, Франція
1991 Національний художній музей України, Київ
1989 Галерея Вайнера, Мюнхен, ФРГ
1984 Персональна виставка у Союзі архітекторів України, Київ

## Нагороди
- Нагороджені відзнакою Президента України «Національна легенда України» (2024)[14]
- Золота медаль Академії мистецтв України[джерело?]
- Орден Святого Юрія Переможця (2011)[джерело?]
- Кращий художник України в арт-рейтингу Асоціації арт-галерей України (2000)
- Лауреат Міжнародного АРТ-фестивалю «Український Дім» (Київ 1996–1997)[15]

## Відео
- Інтерв'ю головної редакторки журналу "Антиквар" Анни Шерман з Олександром Дубовиком. Березень 2022 [Архівовано 28 березня 2022 у Wayback Machine.]
- Аудіовізуальний перформанс-присвята Олександру Дубовику з музикою Сергія Пілютикова у виконанні ансамблю сучасної музики «Рикошет» під керівництвом Вікторії Рацюк. [Архівовано 28 березня 2022 у Wayback Machine.]
- Фільм-інтерв'ю з Олександром Дубовиком на фестивалі "Bouquet Kyiv Stage" [Архівовано 28 березня 2022 у Wayback Machine.]
- Виставка Олександра Дубовика "Діалоги". Програма "Мистецтво і час" [Архівовано 28 березня 2022 у Wayback Machine.]
- Відео з Олександром Дубовиком на порталі Мітец [Архівовано 23 березня 2022 у Wayback Machine.]